# Ronny J
Ronald Oneil Spence Jr. (Camden, Nueva Jersey; 14 de septiembre de 1992), conocido como Ronny J (anteriormente estilizado como RONNYJLI $ TENUP), es un productor, rapero y cantante estadounidense.
Ha trabajado con los músicos Denzel Curry, XXXTentacion, Ski Mask the Slump God, Smokepurpp, Bhad Bhabie, Lil Pump, Lil Xan, 6ix9ine, Eminem, Machine Gun Kelly, Iggy Azalea, Kanye West. Ronny es conocido por su etiqueta de productor con una mujer que exclama: "Oh my God, Ronny!" ("¡Dios mío, Ronny!").

## Primeros años
Ronny J nació en Camden, Nueva Jersey, el 14 de septiembre de 1992, y creció en Woodbury, Nueva Jersey. Al crecer, solía tocar la batería en la guardería, lo que lo interesó en la música. Ronny asistió a Rowan College en el condado de Gloucester mientras vivía en Nueva Jersey, donde conoció a su compañero Rose, Corte$4Prez. También estaba en las artes y la arquitectura antes de seguir su carrera musical. Se mudó a Miami, donde se convirtió en parte del grupo de Denzel Curry, C9 y Raider Klan.

## Carrera

### 2017 – presente:OMGRONNYyJúpiter
En mayo de 2017, Ronny J firmó un acuerdo con Atlantic Records. El 23 de febrero de 2018, lanzó su primer mixtape bajo Atlantic, OMGRONNY. Más adelante en 2020, lanzará su álbum debut de estudio, Júpiter.

## Discografía

### Álbumes de estudio
- Júpiter (2020)[11]

### Mixtapes
- OMGRonny (2018)[12][13]